# Île Lapierre
 (décembre 2021).
L'île Lapierre est une île de la rivière des Prairies faisant partie du Parc-nature du Ruisseau-De Montigny.
L'île d'une superficie de 5,4 hectares fait partie du groupe quatre îles situées en face du ruisseau de Montigny (les trois autres étant les îles Boutin, Rochon, Gagné). Elle trouve au sud-est des îles Boutin et Rochon sur le cours de la rivière des Prairies.
L'île Lapierre a été achetée en 2008 par la Ville de Montréal en collaboration avec Canards illimités pour y être intégrée au Parc-nature du Ruisseau-De Montigny. Elle est reliée à l'Île de Montréal par un pont.

## Histoire
La famille Brignon dit Lapierre a été propriétaire de l'île de 1855 à 1957. Le nom de l'île évoque la mémoire de cette famille.